# Luo Qi
Luo Qui 洛齐 (Hangzhou, 1960) è uno scrittore cinese.

## Biografia
Nacque nel 1960 ad Hangzhou da una famiglia legata alla cultura dei letterati, durante l'adolescenza si interessa alla storia dell'arte occidentale e cinese: interesse che lo porterà a laurearsi alla Zhongguo Meishu Xueyuan in incisione, poi a conseguire il master in pittura ad olio, fino alla cattedra di disegno e storia dell'arte.
Organizza mostre sulle teorie estetiche e artistiche contemporanee occidentali con varie mostre da lui organizzate come: Zhongguo Dangdai Shufajia Yaoqing Zhan  del 1990, Xiandai Shu ? Zhan  del 1991.

## L'impegno per il calligrafismo
Il maggior punto di svolta lo si ha nel 1993 quando, alla Henan Meishuguan di Zhengzhou, viene inaugurata la prima di una lunga serie di mostre sul "calligrafismo", un movimento artistico-concettuale postmoderno atto a delineare l'andamento plurivettoriale e disordinato degli esperimenti sulla calligrafia di quegli anni.

## Opere
Le sue opere più importanti sono la serie Jiaowang e Qing Shu, nella quale introduce la tecnica della pittura ad olio in un contesto calligrafico, sono importanti anche i quattro Manifesti del calligrafismo ed Shufazhuyi Wenben, una raccolta di scritti sull'argomento.

### Manifesti del Calligrafismo
Il Manifesto del calligrafismo fu il primo vero e proprio manifesto, inteso quindi nel senso europeo avanguardistico, nella storia della calligrafia cinese.
Divulgato storicamente in occasione della Shoujie Zhongguo Shufazhuyi Zhan, tenutasi il 18 agosto 1993 a Zhengzhou, nello Henan, reca in maniera garbata e chiara i punti fondamentali della struttura del pensiero di Luo Qi inerente al calligrafismo.
Al primo ne seguiranno altri: La Critica del Calligrafismo del 1995,  La Critica in Asia del 1997 e Il Calligrafismo Aperto del 1999, quest'ultimo presentato all'inizio della quarta edizione della mostra tenutasi al palazzo ducale di Genova, in Italia.
Presentati come discorsi iniziali alle quattro edizioni della Shufazhuyi Zhan, questi quattro testi rimangono unici nella storia della calligrafia cinese intesa come arte moderna.
Di maggiore impatto rimane il primo, una sorta di introduzione indispensabile all'argomento e l'incipit di un variegato dibattito che vedrà coinvolti da un lato i calligrafi maggiormente legati alla tradizione e dall'altro coloro che, supportati dalla critica del calligrafismo, cercano di aprire la calligrafia intesa come arte tradizionale cinese ai possibili elementi innovativi a questa estranei,  ma soprattutto “fare dell'arte della scrittura uno strumento di diffusione della cultura e del pensiero contemporaneo” ( Luo Qi, Manifesto del calligrafismo).